# Benešov (Benešovi járás)

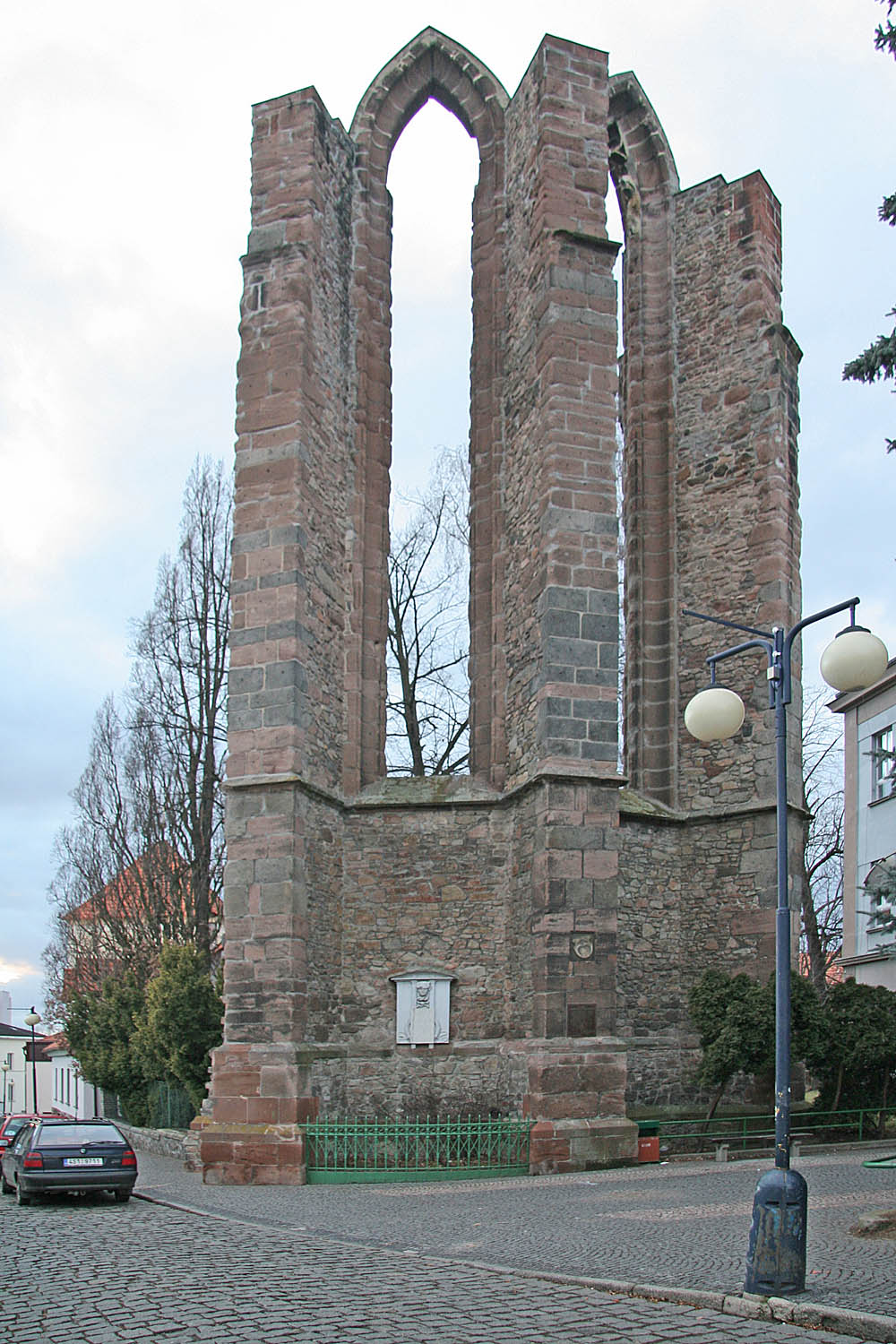
A ferences kolostor templomának romjai

Benešov (németül Beneschau) kisváros Csehországban a Közép-csehországi kerület Benešovi járásában. Járási központ. Lakosainak száma 2011-ben 16 343 volt.

## Története
A városkát 1050-es évek körül alapították. Első írásos említése 1226-ból ismert. 1246-ban Tobias von Beneschau, prágai prépost és nagybátyja, a korábbi prágai püspök, Tobias von Bechin kolostort alapítottak itt. 1420-ban a husziták felégették a várost.
1451-ben, a nagy prágai járvány idején itt üléseztek a rendek. A jelenlevők között volt az akkori pápai nuncius, Aaeneas Sylvio Piccolomini, a későbbi II. Piusz pápa is. A harmincéves háború alatt a város lakossága sokat szenvedett, az itt elhaladó svéd és lengyel csapatok miatt. Az ellenreformáció jegyében, 1703-ban piarista kollégiumot alapítottak. A templom és maga a kollégium épülete 1715-re készült el.
A várost Prágával összekötő vasútvonalat 1871-ben építették ki. Az első világháborúban jelentős erők állomásoztak itt. A második világháború alatt a lakosokat ideiglenesen kiköltöztették, mert a Waffen-SS kiképzőbázist hozott létre a városban és annak környékén.
1945 óta Benešovnak fejlett bútor- és élelmiszeripara van.

## Látnivalók
- Szent Miklós-templom: A várostól északkeletre, egy dombon épült a 13. században, gótikus stílusban. 1420-ban és 1648-ban is leégett, így többször átépítették. A belső tér barokk stílusú. A főoltáron egy Madonna-festmény látható, az 1500-as évekből.

- A ferences kolostor romjai: A kolostort a 13. század első felében építették. 1420-ban a husziták felégették. 1799-ben találták meg, egy feltárás során a templom korábbi harangját, amelyet 1322-ben öntöttek. Ez a második legöregebb harang Csehországban, ami még ma is szól.
- Piarista kollégium és a Szent Anna-templom: A kollégiumot 1703-ban alapították. Ekkortájt kezdődött el a templom építése. Az építkezéseket 1715-ben fejezték be.
- A várostól 2 km-re, a Konopiště kerület határán található a híres Konopiště kastély, ami Habsburg–Lotaringiai Ferenc Ferdinánd osztrák–magyar trónörökösnek volt a nyári rezidenciája.

## Kerületei
A város 15 kerületből áll, amelyek a következők: Baba, Bedrč, Benešov, Boušice, Buková Lhota, Červený Dvůr, Dlouhé Pole, Chvojen, Konopiště, Mariánovice, Okrouhlice, Pomněnice, Radíkovice, Úročnice és Vidlákova Lhota.

## Híres emberek

### Itt születtek
- Józef Javurek (1756–1840), zongoraművész, karmester és zeneszerző
- Pilát Pál (1860–1931) főként Magyarországon dolgozó hangszerkészítő.
- Karel Nový (1890–1980), cseh író, újságíró
- Herbert Prügl (1946–2007), osztrák motorkerékpár-versenyző
- Jiří Štajner (1976–), cseh labdarúgó

### Itt éltek
- Jakub Husník (1837–1916), festő, rajztanár és feltaláló
- Emanuel Engel (1844–1907), cseh orvos és politikus
- Josef Suk (1874–1935), cseh zeneszerző, hegedűművész
- Emil Artur Longen (1885–1936), cseh rendező, drámaíró, festő, író
- Salo Flohr (1908–1983), sakknagymester

## Népessége
A település népessége az elmúlt években az alábbi módon változott:
| Lakosok száma | 5345 | 8450 | 7828 | 9348 | 15 172 | 16 264 | 16 555 | 16 656 | 16 369 | 17 035 |
|               | 1869 | 1900 | 1921 | 1961 | 1980   | 2011   | 2016   | 2019   | 2021   | 2024   |

## Fordítás

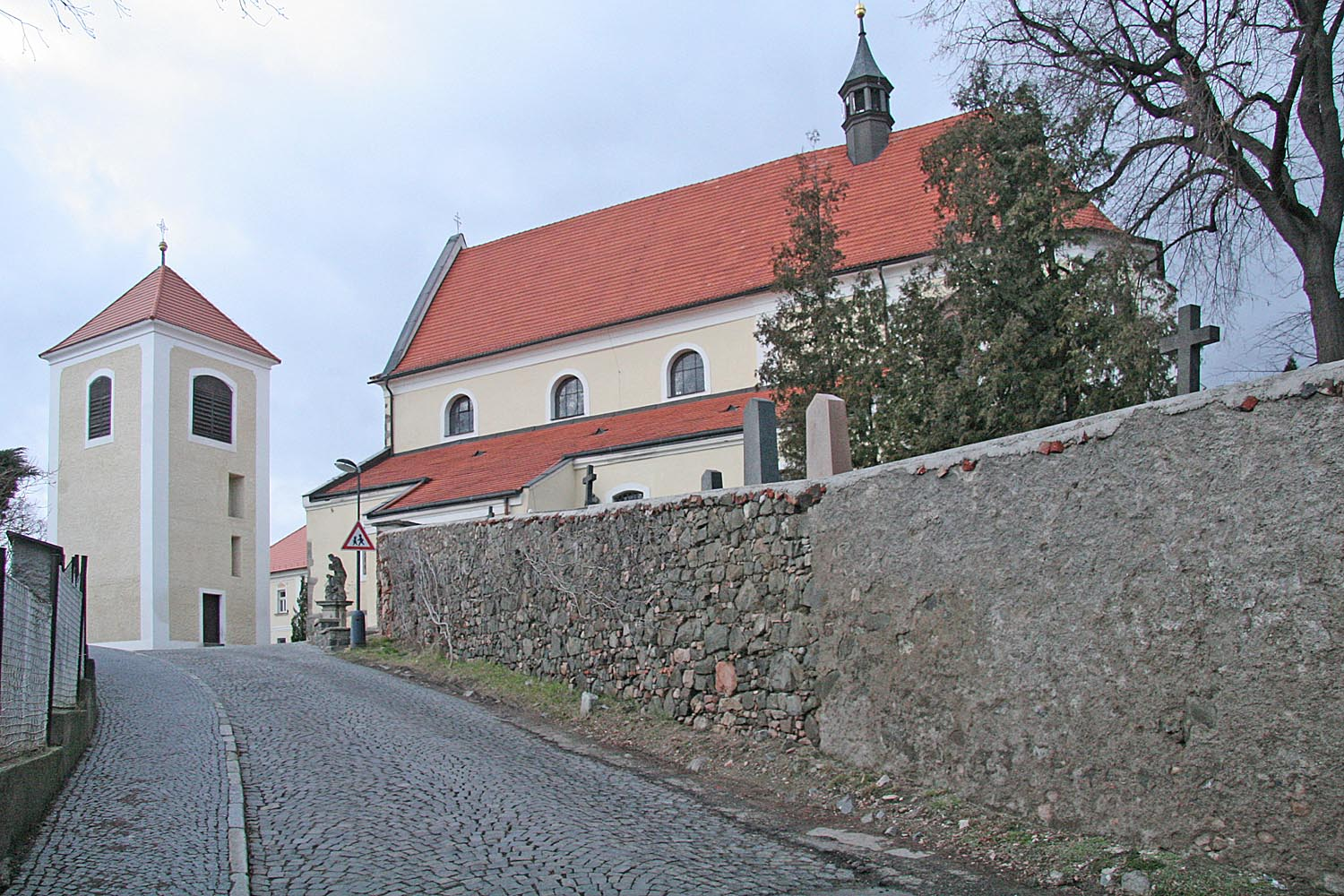
A Szent Miklós-templom

- Ez a szócikk részben vagy egészben  a   Benešov című angol Wikipédia-szócikk ezen változatának fordításán alapul.  Az eredeti cikk szerkesztőit annak laptörténete sorolja fel. Ez a jelzés csupán a megfogalmazás eredetét és a szerzői jogokat jelzi, nem szolgál a cikkben szereplő információk forrásmegjelöléseként.
- Ez a szócikk részben vagy egészben  a   Benešov című cseh Wikipédia-szócikk ezen változatának fordításán alapul.  Az eredeti cikk szerkesztőit annak laptörténete sorolja fel. Ez a jelzés csupán a megfogalmazás eredetét és a szerzői jogokat jelzi, nem szolgál a cikkben szereplő információk forrásmegjelöléseként.